# Werner Novak
Werner Novak (* 31. Juli 1951) ist ein ehemaliger deutscher Fußballspieler.

## Karriere
Werner Novak spielte bis zur Saison 1971/72 beim 1. FV Bebra im hessischen Amateurbereich. Der junge Verteidiger wurde ab 1972/73 für die zwei letzten Runden im alten zweitklassigen Regionalligasystem von Hessen Kassel unter Vertrag genommen. Unter Trainer Hans-Wilhelm Loßmann debütierte der Mann aus Bebra am 29. Juli 1972 bei einem 2:0-Auswärtserfolg beim FC Wacker München in der Regionalliga Süd. Am Rundenende hatte der Abwehrspieler 18 Ligaspiele absolviert. Im letzten Jahr der alten Regionalliga, 1972/73, bildete er zusammen mit Otto Kastl, Alfred Resenberg und Friedel Mensink vor Torhüter Andreas Burose die Stammverteidigung des KSV. Mit genau dieser Abwehrformation beendete Kassel am 4. Mai 1974 mit einem 1:1 beim Freiburger FC auf dem 16. Rang die Regionalligaära. Novak hatte in 30 Ligaeinsätzen ein Tor erzielt. Nach insgesamt 48 Regionalligaspielen (1 Tor) für Kassel wechselte er zur Saison 1974/75 zum Bundesligaaufsteiger Tennis Borussia Berlin.
Sein erstes Spiel in der Bundesliga bestritt Werner Novak am 2. Spieltag der Saison 1974/75, am 31. August 1974, zuhause gegen Werder Bremen. Beim 4:0-Heimerfolg gegen Werder bildete er unter Trainer Georg Gawliczek vor Torhüter Hubert Birkenmeier zusammen mit Norbert Siegmann, Karl-Heinz Schnellinger und Stephan Hoffmann die Verteidigung von Tennis Borussia. Insgesamt absolvierte er in dieser Saison vier Spiele. Am Ende stiegen die Berliner in die 2. Bundesliga ab. In der darauffolgenden Zweitligasaison, 1975/76, gewann TeBe unter Trainer Helmuth Johannsen die Meisterschaft in der 2. Bundesliga und Novak lieferte dazu in sechs Ligaspielen seinen Beitrag zur Bundesligarückkehr von TeBe bei. Im Sommer 1976 wurde er zum Sportinvaliden erklärt und musste damit seine Karriere im Profibereich beenden.